# João Serapião
João Serapião (em latim: Ioannes Serapion), nascido Iáia ibne Sarafium (em árabe: يحيى بن سرافيون; romaniz.: Yaḥyā ibn Sarafyūn) e também chamado Serapião, o Velho para distingui-lo de Serapião, o Jovem, foi um médico cristão siríaco de Damasco da segunda metade do século IX.